# Брошенцин
Брошенцин (пол. Broszęcin) — село в Польщі, у гміні Жонсня Паєнчанського повіту Лодзинського воєводства.
Населення — 165 осіб (2011).
У 1975-1998 роках село належало до Пйотрковського воєводства.

## Демографія
Демографічна структура станом на 31 березня 2011 року:
|          | Загалом | Допрацездатний вік | Працездатний вік | Постпрацездатний вік |
| -------- | ------- | ------------------ | ---------------- | -------------------- |
| Чоловіки | 87      | 16                 | 54               | 17                   |
| Жінки    | 78      | 12                 | 41               | 25                   |
| Разом    | 165     | 28                 | 95               | 42                   |